# Terry Rymer
Terence William Rymer (Folkestone, 28 febbraio 1967) è un pilota motociclistico britannico ritiratosi dall'attività agonistica.

## Carriera
Pur avendo partecipato anche a gare del motomondiale, i risultati di maggiore rilievo sono stati ottenuti in altre competizioni motociclistiche: nel 1990 vince il campionato britannico Superbike; nel 1992 e nel 1999 vince il campionato mondiale Endurance e in cinque edizioni si è aggiudicato il primo posto al Bol d'Or.
Nel 1993 ha vinto il campionato Europeo Velocità di Superbike, evento disputatosi in concomitanza col mondiale, in sella ad una Yamaha del Pepsi Galp Racing Team.
Tra il 1988 e il 1996 ha partecipato anche al campionato mondiale Superbike aggiudicandosi 2 vittorie e raggiungendo il 6º posto finale nel 1991.

## Risultati in gara

### Campionato mondiale Superbike
| 1988 | Moto  |  |  |  |  |  |  |  |  |  |  |   |    |   |   |    |    |   |   |  |  |  |  |  |  |  |  | Punti | Pos. |
| ---- | ----- |  |  |  |  |  |  |  |  |  |  | - | -- | - | - | -- | -- | - | - |  |  |  |  |  |  |  |  | ----- | ---- |
| 1988 | Honda |  |  |  |  |  |  |  |  |  |  | 8 | AN | 5 | 3 | 14 | 11 | 9 | 7 |  |  |  |  |  |  |  |  | 32,5  | 10º  |

| 1989 | Moto   |   |   |   |   |     |   |   |   |   |     |   |     |     |    |  |  |  |  |     |     |   |   |  |  |  |  | Punti | Pos. |
| ---- | ------ | - | - | - | - | --- | - | - | - | - | --- | - | --- | --- | -- |  |  |  |  | --- | --- | - | - |  |  |  |  | ----- | ---- |
| 1989 | Yamaha | 3 | 2 | 7 | 9 | Rit | 8 | 5 | 5 | 9 | Rit | 4 | Rit | Rit | 13 |  |  |  |  | Rit | Rit | 1 | 4 |  |  |  |  | 134   | 7º   |

| 1990 | Moto   |   |   |     |    |   |   |     |   |   |   |   |   |  |  |     |    |     |     |  |  |   |   |   |     |   |   | Punti | Pos. |
| ---- | ------ | - | - | --- | -- | - | - | --- | - | - | - | - | - |  |  | --- | -- | --- | --- |  |  | - | - | - | --- | - | - | ----- | ---- |
| 1990 | Yamaha | 7 | 7 | Rit | NP | 8 | 5 | Rit | 7 | 4 | 7 | 4 | 3 |  |  | Rit | NP | Rit | Rit |  |  | 7 | 7 | 9 | Rit | 1 | 2 | 158   | 7º   |

| 1991 | Moto   |   |   |   |     |       |       |    |    |   |   |   |   |   |    |     |    |    |     |   |   |   |   |   |   |  |  | Punti | Pos. |
| ---- | ------ | - | - | - | --- | ----- | ----- | -- | -- | - | - | - | - | - | -- | --- | -- | -- | --- | - | - | - | - | - | - |  |  | ----- | ---- |
| 1991 | Yamaha | 2 | 4 | 7 | Rit | [ 5 ] | [ 5 ] | NP | NP | 6 | 9 | 8 | 9 | 7 | 12 | Rit | 14 | 10 | Rit | 7 | 9 | 5 | 4 | 3 | 3 |  |  | 162   | 6º   |

| 1992 | Moto              |    |   |     |     |    |    |  |  |     |     |  |  |  |  |  |  |  |  |    |     |  |  |  |  |  |  | Punti | Pos. |
| ---- | ----------------- | -- | - | --- | --- | -- | -- |  |  | --- | --- |  |  |  |  |  |  |  |  | -- | --- |  |  |  |  |  |  | ----- | ---- |
| 1992 | Kawasaki e Ducati | 14 | 9 | Rit | Rit | NQ | NQ |  |  | Rit | Rit |  |  |  |  |  |  |  |  | 11 | Rit |  |  |  |  |  |  | 14    | 33º  |

| 1993 | Moto   |     |   |   |     |   |   |   |   |     |     |   |     |     |     |     |   |    |   |   |   |    |    |     |     |   |   | Punti | Pos. |
| ---- | ------ | --- | - | - | --- | - | - | - | - | --- | --- | - | --- | --- | --- | --- | - | -- | - | - | - | -- | -- | --- | --- | - | - | ----- | ---- |
| 1993 | Yamaha | Rit | 5 | 8 | Rit | 7 | 9 | 9 | 9 | Rit | Rit | 9 | Rit | Rit | Rit | Rit | 8 | 10 | 7 | 7 | 9 | NQ | NQ | Rit | Rit | 5 | 6 | 116   | 8º   |

| 1994 | Moto     |     |    |   |   |     |   |   |   |     |    |   |   |    |   |   |   |     |    |  |  |  |  |  |  |  |  | Punti | Pos. |
| ---- | -------- | --- | -- | - | - | --- | - | - | - | --- | -- | - | - | -- | - | - | - | --- | -- |  |  |  |  |  |  |  |  | ----- | ---- |
| 1994 | Kawasaki | Rit | NP | 3 | 6 | Rit | 9 | 5 | 5 | Rit | 11 | 8 | 7 | 23 | 9 | 4 | 6 | Rit | NP |  |  |  |  |  |  |  |  | 106   | 10º  |

| 1995 | Moto                   |    |    |  |  |  |  |    |     |     |     |     |    |  |  |    |    |  |  |  |  |  |  |  |  |  |  | Punti | Pos. |
| ---- | ---------------------- | -- | -- |  |  |  |  | -- | --- | --- | --- | --- | -- |  |  | -- | -- |  |  |  |  |  |  |  |  |  |  | ----- | ---- |
| 1995 | Bimota, Ducati e Honda | NQ | NQ |  |  |  |  | NP | Rit | Rit | Rit | Rit | 17 |  |  | 16 | 18 |  |  |  |  |  |  |  |  |  |  | 0     |      |

| 1998 | Moto   |  |  |    |    |  |  |  |  |  |  |  |  |  |  |  |  |     |    |  |  |  |  |  |  |  |  | Punti | Pos. |
| ---- | ------ |  |  | -- | -- |  |  |  |  |  |  |  |  |  |  |  |  | --- | -- |  |  |  |  |  |  |  |  | ----- | ---- |
| 1998 | Suzuki |  |  | 16 | 15 |  |  |  |  |  |  |  |  |  |  |  |  | Rit | 16 |  |  |  |  |  |  |  |  | 1     | 51º  |

| Legenda | 1º posto        | 2º posto            | 3º posto           | A punti      | Senza punti        | Grassetto – Pole position Corsivo – Giro più veloce |
| Legenda | Gara non valida | Non qual./Non part. | Ritirato/Non class | Squalificato | '-' Dato non disp. | Grassetto – Pole position Corsivo – Giro più veloce |

### Motomondiale
| 1992 | Classe | Moto          |  |  |  |  |  |  |  |  |  |  |   |  |  |  |  | Punti | Pos. |
| ---- | ------ | ------------- |  |  |  |  |  |  |  |  |  |  | - |  |  |  |  | ----- | ---- |
| 1992 | 500    | Harris Yamaha |  |  |  |  |  |  |  |  |  |  | 6 |  |  |  |  | 6     | 18º  |

| 1996 | Classe | Moto   |  |  |  |  |     |  |   |     |     |    |    |     |  |  |  | Punti | Pos. |
| ---- | ------ | ------ |  |  |  |  | --- |  | - | --- | --- | -- | -- | --- |  |  |  | ----- | ---- |
| 1996 | 500    | Suzuki |  |  |  |  | Rit |  | 7 | Rit | Rit | 12 | 13 | Rit |  |  |  | 16    | 20º  |

| Legenda | 1º posto        | 2º posto            | 3º posto            | A punti      | Senza punti        | Grassetto – Pole position Corsivo – Giro più veloce |
| Legenda | Gara non valida | Non qual./Non part. | Ritirato/Non class. | Squalificato | '-' Dato non disp. | Grassetto – Pole position Corsivo – Giro più veloce |